# Pedro Góngora Paz
Pedro Raymundo Góngora Paz es un contador, periodista, político y empresario yucateco, muy activo en las décadas de los años 70 y 80. Ha colaborado en importantes periódicos de la península y nacionales, como el Diario de Yucatán, el Por Esto! y El Universal. Fue candidato a la alcaldía de Mérida en 1982 por el Partido Acción Nacional, perdiendo en unas discutidas elecciones contra el priísta, Guido Espadas Cantón. Durante la administración de Guido Espadas se desempeñó como regidor. En Yucatán fue un militante muy activo del PAN hasta su retirada pública del mismo en 1985, argumentando malos manejos internos del partido.  Posteriormente militó en las filas del Partido Demócrata Mexicano, del cual llegó a ser presidente estatal en Yucatán. Actualmente es dueño de una cadena de tiendas de ropa.

## Obras publicadas
- Nicté-Há y Ek-Balam: la leyenda de la mariposa chocolatera (2001).
- Las andanzas de "Ulises" en la política de Yucatán (2001).
- Remembranzas de un reportero en Yucatán (2011).